# Forchetta

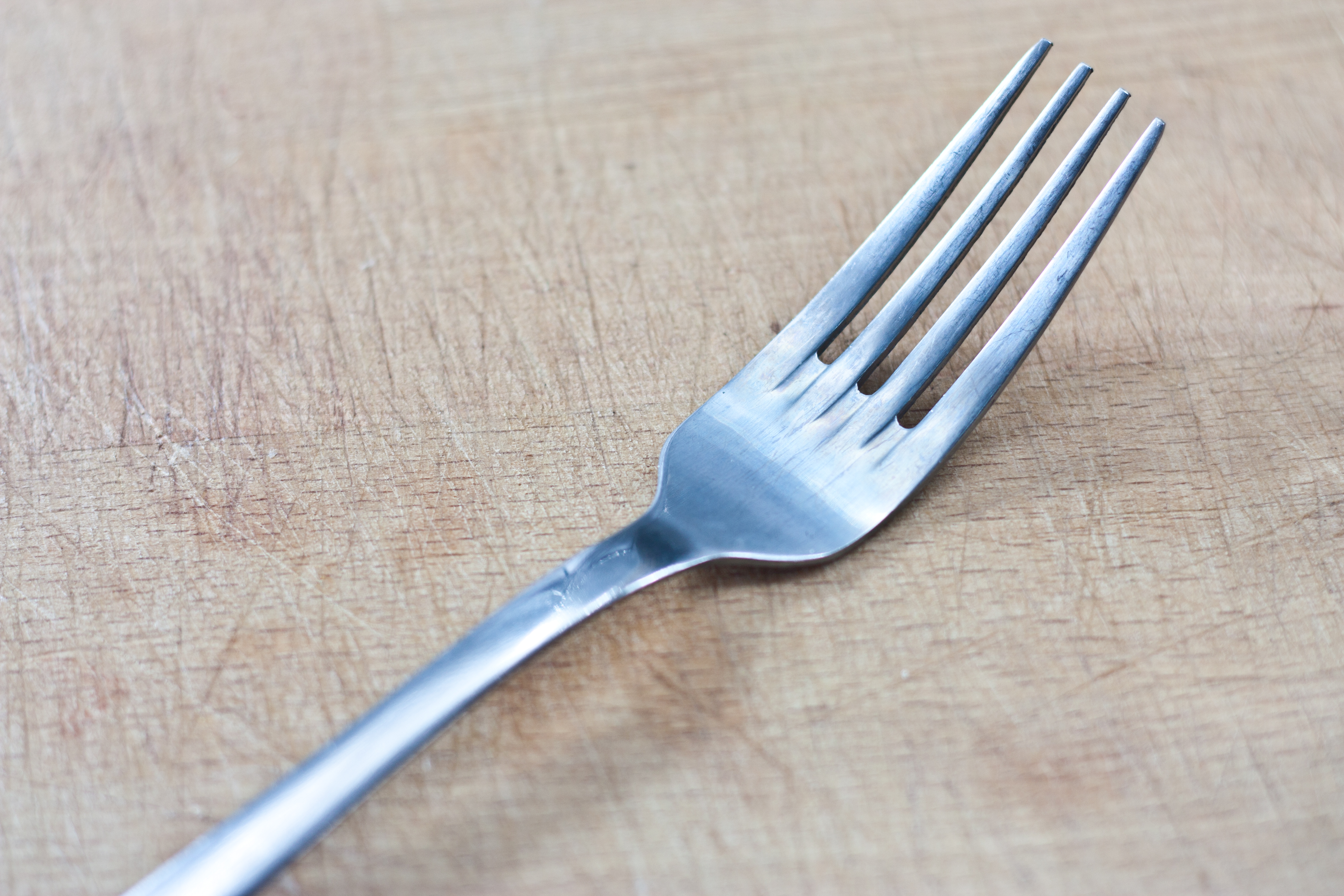
Forchetta

La forchetta è una posata da tavola con due o più punte (generalmente quattro), denominate "rebbi", e disposte a pettine, usata per infilzare cibi solidi e portarli alla bocca o per tenerli fermi e tagliarli per mezzo di un coltello.
La forchetta è realizzata principalmente in metallo; può essere realizzata anche in argento, in ottone, in alpacca o, come avviene più di recente, in acciaio inossidabile: esistono però anche forchette di legno. Per la ristorazione veloce o per occasioni particolari, dove sarebbe complicato se fossero di metallo, ci sono forchette in plastica (raramente anche in legno) "usa e getta", in genere con coltello e cucchiaio anch'essi in plastica e un tovagliolo di carta.
La forchetta fu probabilmente inventata intorno al IV secolo d.C. nell'Impero romano d'Oriente (o bizantino).

## Storia

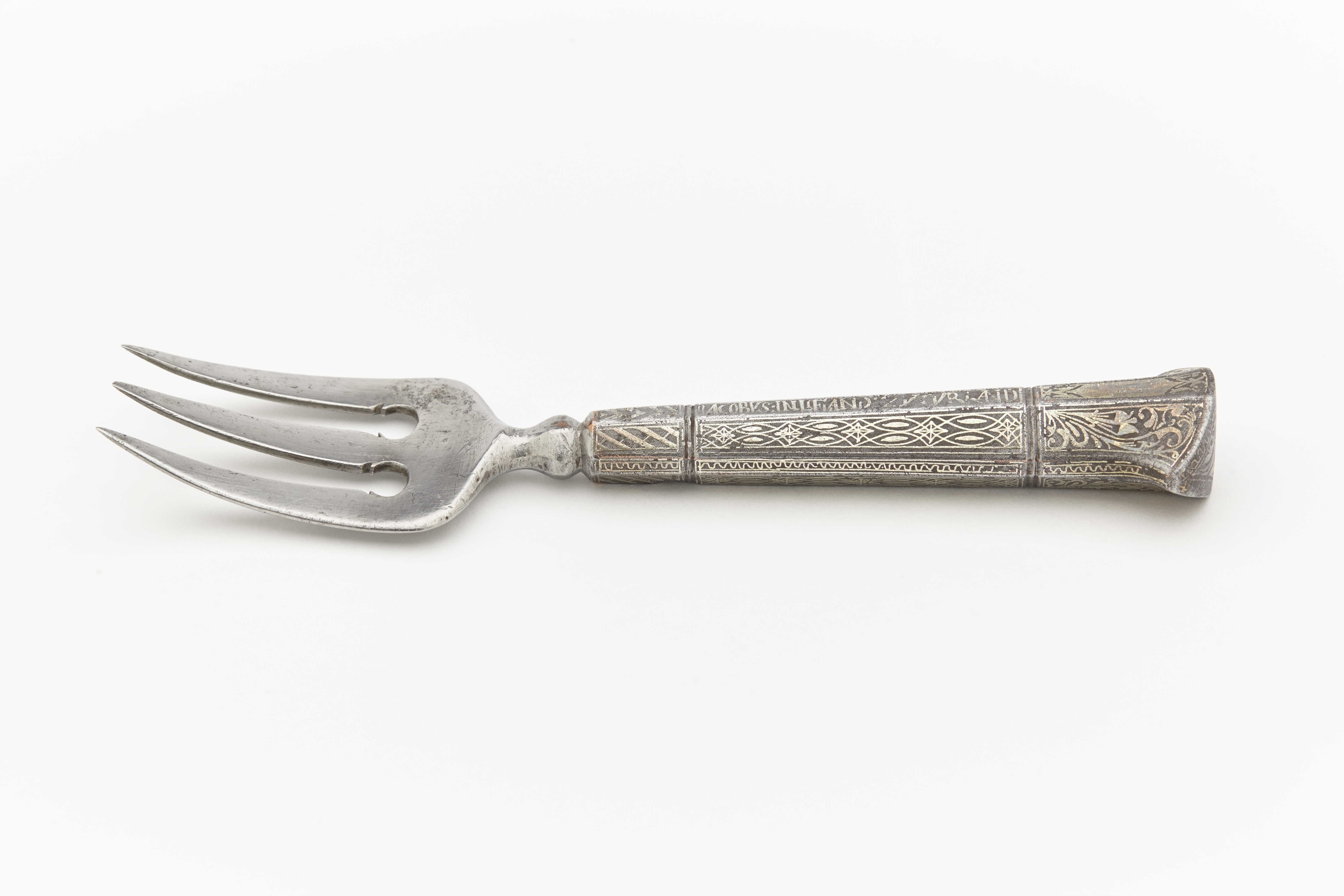
Una forchetta del XVII secolo

L'origine della forchetta non è chiara, ma è probabilmente serba, bizantina o comunque mediterranea; restano avvolti nel mistero i collegamenti con gli utensili d'osso trovati in alcune tombe della cultura cinese Qijia (risalenti al 2400 - 1900 a.C.).
In ogni caso romani e i greci normalmente facevano uso a tavola, come avviene ancora per alcune pietanze, delle sole mani; spesso nelle famiglie nobili e ricche si utilizzavano invece, con lo scopo di non scottarsi o sporcarsi le dita, dei "ditali" d'argento. Oltre ai ditali, si usava anche la forchetta. Numerosi ritrovamenti archeologici di esemplari molto curati con due o tre rebbi di epoca tardo-imperiale sono conservati nei musei archeologici di Padova e Torcello.
Con la caduta dell'Impero romano d'Occidente e la conseguente invasione barbarica, anche la forchetta, oggetto comunque raffinato, scomparve quasi completamente.
Nell'Impero d'Oriente, invece, questo "oggetto lussuoso" rimase in uso, per poi essere reintrodotto in Italia dai veneziani.
Le prime forme di forchetta furono degli spiedi a due punte chiamati "lingula" o "ligula", utili per infilzare i datteri.

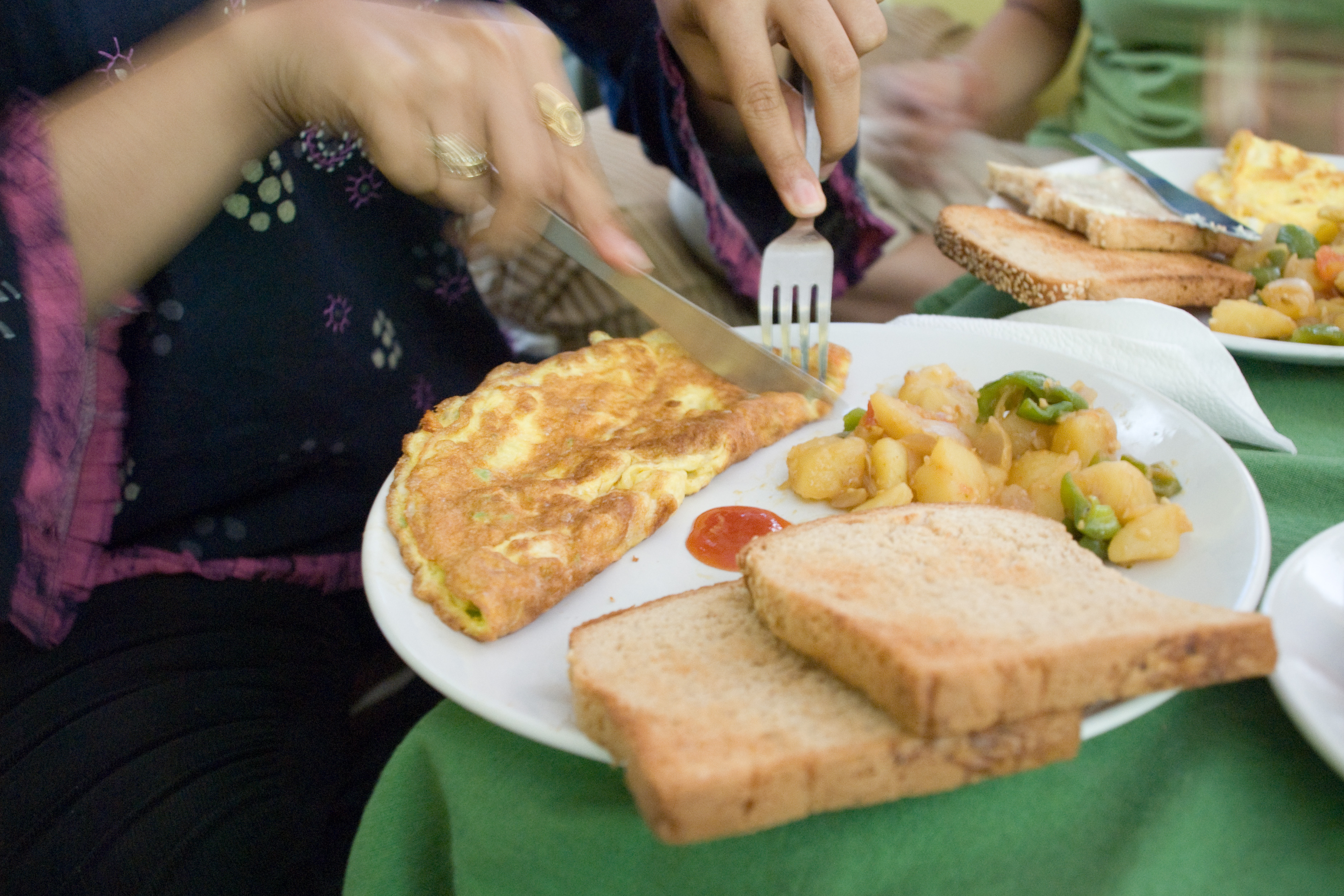
Utilizzo di coltello e forchetta

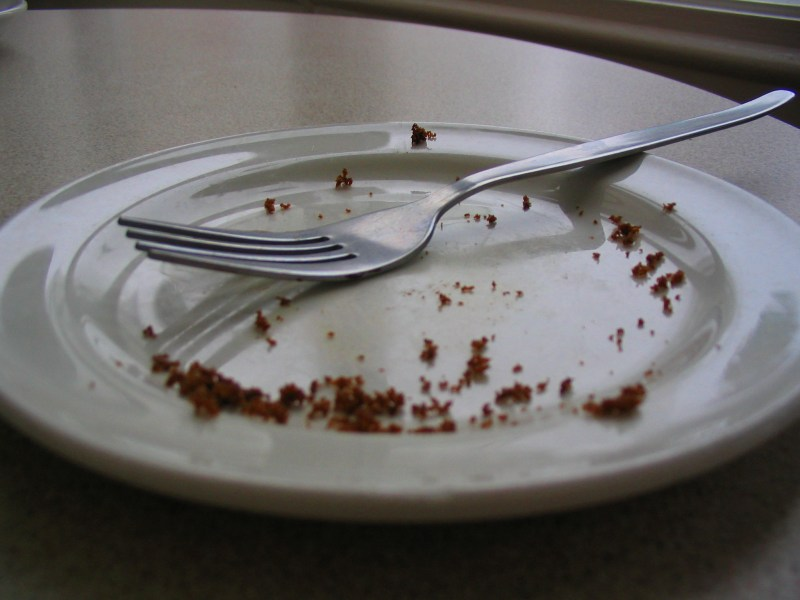
Una forchetta su un piatto

Nel 1003 la forchetta giunse in Occidente grazie alla principessa bizantina Maria Argyropoulaina, nipote di Costantino VIII, che venne data in sposa al diciannovenne Giovanni Orseolo, figlio del doge veneziano Pietro II Orseolo, le cui abitudini, compreso l'uso della forchetta, furono oggetto di critica da parte di Pier Damiani perché considerate esempio di mollezza. 
La storica e accademica Chiara Frugoni, specialista del Medioevo e di storia della Chiesa, osserva inoltre: "Gli uomini di Chiesa ritennero la forchetta strumento di mollezza e perversione diabolica. San Pier Damiani (1007-1072) non ebbe alcuna pietà per la povera principessa bizantina Teodora, andata sposa al doge Domenico Selvo, che usava la forchetta e si circondava di raffinatezze cercando di ingentilire le maniere dell'Occidente: «Non toccava le pietanze con le mani ma si faceva tagliare il cibo in piccolissimi pezzi dagli eunuchi. Poi li assaggiava appena portandoli alla bocca con forchette d'oro a due rebbi»; la terribile morte della giovane donna, le cui carni andarono lentamente in gangrena («corpus eius computruit»), è vista come una giusta punizione divina per un così grande peccato.".
A Firenze era sicuramente in uso nella famiglia Pucci, come testimonia il dipinto di Sandro Botticelli sulle nozze di Nastagio degli Onesti, commissionato come regalo di nozze da Lorenzo il Magnifico nel 1483. Secondo una leggenda popolare, in Francia le forchette furono portate dalla corte di Caterina de' Medici, tuttavia l'uso della forchetta è stato dimostrato nell'antica Gallia, e anche in tutto il Medioevo in Francia con testimonianze archeologiche del XIV secolo. 
La sua lenta diffusione in Occidente fu favorita anche dalla corte di Carlo V, il quale ne aveva addirittura una piccola collezione; a Parigi rientrava fra le curiosità locali di una locanda, il Tour d'Argent, dove Enrico III di Valois (1551-1589), la adoperò per la prima volta (una testimonianza resa però almeno in parte inattendibile dal fatto che non vi sono testimonianze della Tour d'Argent risalenti a prima dell'Ottocento).
L'uso della forchetta rimaneva però malaccetto: era considerata segno di eccessiva stravaganza, a tal punto che persino il Re Sole preferiva le dita, e si convinse a usarla soltanto quando la corte si trasferì a Versailles nel 1684.
La forchetta incontrò difficoltà non solo in Francia ma anche negli altri Paesi soprattutto per l'atteggiamento della Chiesa: le superstizioni religiose opposero la più strenua resistenza all'avanzare del progresso e della forchetta. Solo nel 1700 le autorità ecclesiastiche riconsiderarono la dibattuta questione dell'infernale strumento, che era ancora interdetto fra le mura dei conventi.
Nel 1770, secondo la ricostruzione di Vincenzo Buonassisi, sotto il Regno di Napoli di Ferdinando IV di Borbone, si adotta un modello più corto a quattro rebbi, a opera del ciambellano di corte Gennaro Spadaccini, che modificò l'allora esistente forchetta a tre rebbi con una a quattro rebbi.

## Tipi

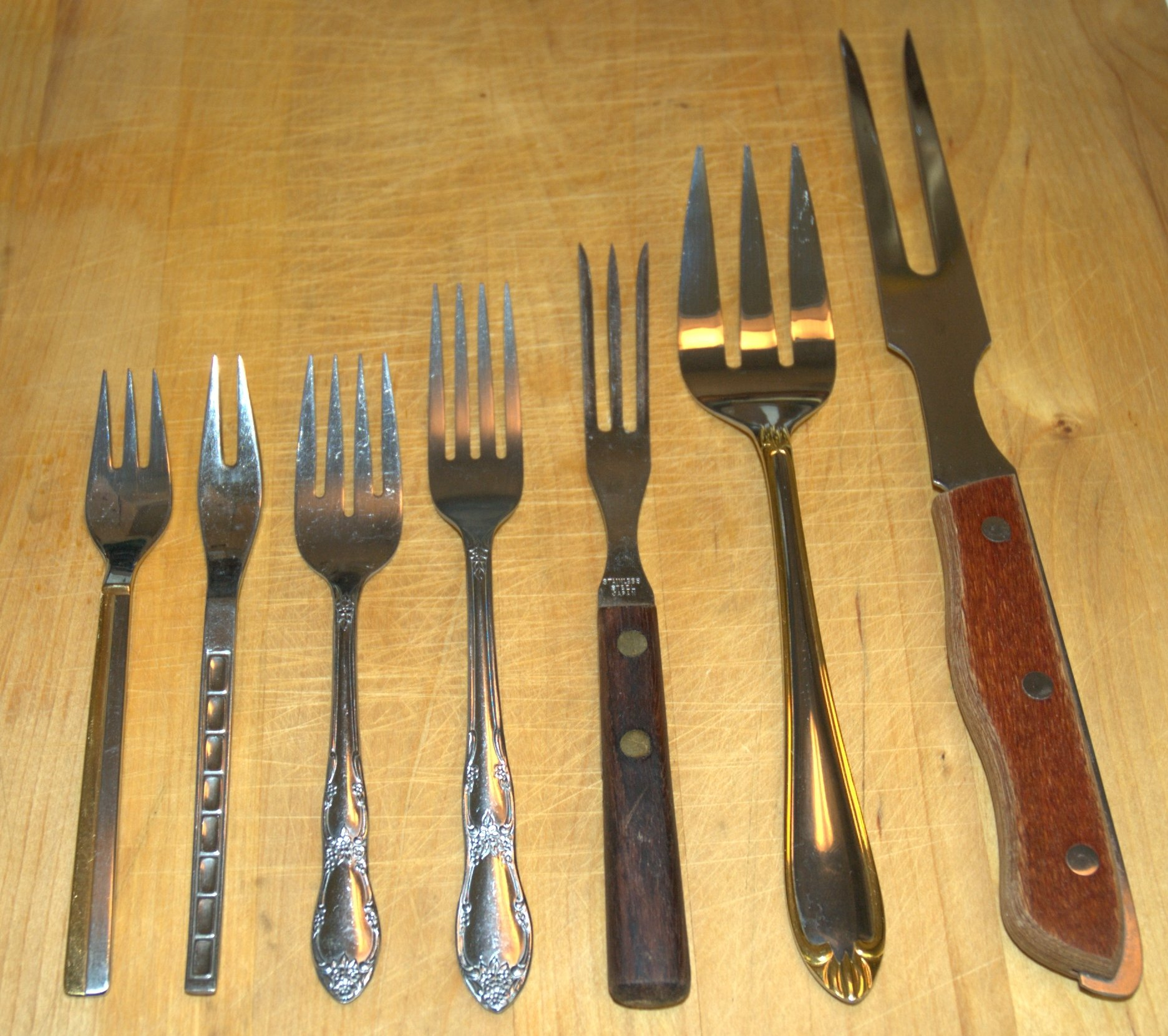
Vari tipi di forchette: da frutta, da sottaceti, da pesce, da tavola, da carne, da servizio e da arrosto

### Coperto
- Forchetta da tavola
- Forchetta da pesce, abbinata al coltello da pesce fa parte del servizio di posate
- Forchetta da dolce
- Forchetta da frutta
- Forchetta da fonduta, con il manico molto lungo e due soli rebbi
- Forchettina per lumache
- Forchetta da crostacei, lunga con rebbi molto corti e curvi. Si usa per svuotare le chele e i segmenti delle gambe di granchi, granceole, aragoste, astici, eccetera.

### Servizio
- Forchetta da servizio, grande con tre rebbi
- Forchetta per la pasta va posta alla destra del commensale che non dovrà incrociare le mani per prenderla.
- Forchetta per insalata, con il cucchiaio fa parte delle posate da insalata, di misura maggiore di quelle da tavola.
- Forchettone per arrosto, con due rebbi molto lunghi e robusti
- Forchetta per sottaceti, piccola con due soli rebbi

### Cucina
- Forchettone
- Pinza (usata per gli spaghetti)

## La forchetta in musica
Il termine forchetta indica anche una particolare posizione delle dita sugli strumenti a fiato, in cui si solleva un dito compreso tra due dita abbassate (per esempio indice e anulare abbassati sulle chiavi o sui fori, medio sollevato). Questa posizione è abbastanza innaturale per l'esecutore e in più produce un suono più povero delle altre, ma si rende necessaria in alcuni strumenti per la produzione di alcune note. Negli strumenti moderni queste posizioni sono quasi completamente evitate grazie all'adozione di opportune chiavi.

### Riferimenti
1. ↑  Sherlock, D. A combination Roman eating implement (1988). Antiquaries Journal [comments: 310–311, pl. xlix]
2. ↑  Fitzwilliam Museum – A combination Roman eating implement Archiviato il 7 dicembre 2008 in Internet Archive.
3. ↑  Needham (1986), volume 6 part 5 105–108
4. ↑  Herrin Judith, Bisanzio, Corbaccio editore 2008, cap. 19
5. ↑  Treccani|forchetta (Enciclopedia-Italiana).
6. ↑  Chiara Frugoni, Medioevo sul naso. Occhiali, bottoni e altre invenzioni medievali, Laterza, Roma-Bari, 2001, pp. 114,157, ISBN 978-88-420-7356-7. Cfr anche: Quartely Review Vol.LVII, 1836, pp. 418-423; l'Opera Omnia di Pier Damiani ("S. Petri Damiani S.R.E. cardinalis episcopi ostiensis, ordinis s. Benedicti, e congregatione fontis-avellanæ Opera Omnia collecta primum ac argumentis et notationibus illustrata", 1867, Harward Divinity School, Andover-Harvard Theological Library) si può consultare in merito al cap. XI, col. 744.
7. ↑  (FR) L'étonnante histoire de la fourchette, su www.news.uliege.be, 18 novembre 2018. URL consultato il 7 giugno 2024.
8. ↑  (FR) Pierre-Thomas-Nicolas Hurtaut, Dictionnaire Historique De La Ville De Paris Et De Ses Environs, Moutard, 1779,  p. 177.
9. ↑  (EN) Manuel de l'étranger dans Paris, su gallica.bnf.fr. URL consultato il 7 ottobre 2021.
10. ↑  (FR) Annuaire général du commerce, de l'industrie, de la magistrature et de l'administration: ou almanach des 500.000 adresses de Paris, des départements et des pays étrangers 279, 447, 217, su gallica.bnf.fr. URL consultato il 7 ottobre 2021.
11. ↑   Forchetta, su The Cooking Hacks, 5 novembre 2019. URL consultato il 30 agosto 2024.
12. ↑  Italy's Reigning King of Pasta Cooks, Writes and Eats Versione digitale dell'articolo del 5 ottobre, 1977 a pagina 65
13. ↑   Brucchiéra (vròcca) - Prima attestazione della forchetta moderna, su cucina.corriere.it, 11 ottobre 2014 (archiviato dall'url originale il 16 ottobre 2014).